# Józef Szanajca

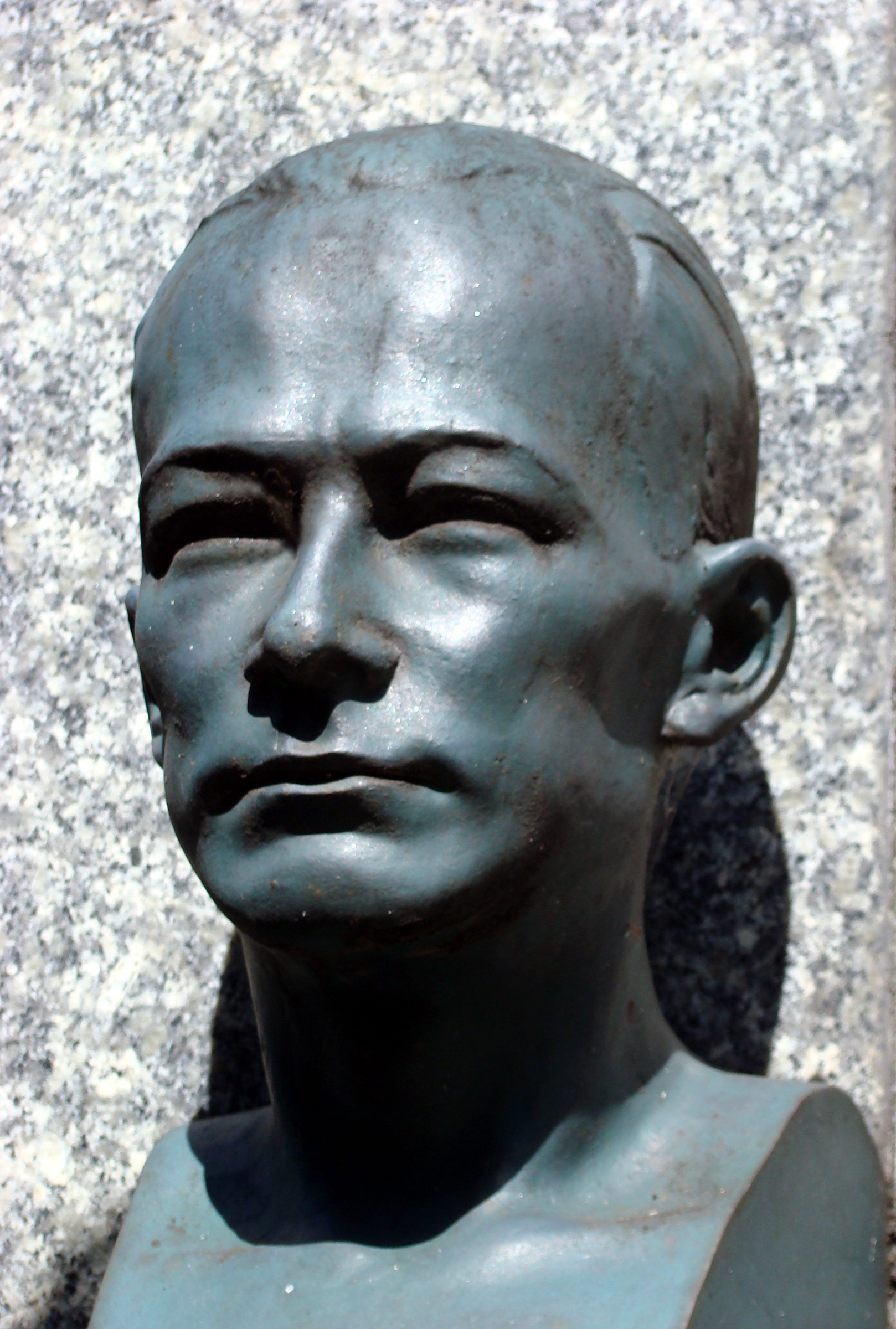
Die Büste Szanajcas, von Bohdan Lachert gefertigt, ist Teil eines Denkmals in der Ulica Jagiellońska im Warschauer Stadtteil Praga

Józef Szanajca (* 13. März 1902 in Lublin; † 24. September 1939 bei Płazów) war ein polnischer Ingenieur, Architekt und bedeutender Vertreter der polnischen Moderne. 

## Leben
Szanajca studierte an der Technischen Universität Warschau. Er war Mitglied der Studentenverbindung “Welecja” und unternahm während des Studiums diverse Auslandsreisen: Tschechoslowakische Republik und Italien (1923), Rumänien und Türkei (1924) sowie Berlin (1925). In den 1930er Jahren besuchte er Wien, Venedig, Sizilien, Algerien, Málaga, Sevilla, Lissabon und Brüssel. 1936 bereiste er Skandinavien. Im Jahr 1927 schloss Szanajca sein Studium ab und arbeitete von 1929 bis 1939 als Oberassistent in der Fakultät für Raumgestaltung der TU; hier war er als Stellvertreter unter Professor Szyszko-Bohusza tätig. Außerdem arbeitete er von 1929 bis 1933 für die staatliche Sozialversicherungsanstalt (ZUS). Von 1935 bis 1939 war er auch als Gutachter bei der Warschauer Kreditgesellschaft (poln.: Towarzystwo Kredytowe) angestellt.
Szanajca war ein Mitglied der Künstlergruppe Praesens, die stark von Szymon Syrkus und Helena Syrkusowa beeinflusst wurde. Er war ein Verfechter des Funktionalismus und des Konstruktivismus in der Architektur sowie der Bauhaus-Ideen. Damit stellte er sich gegen die verbreitete Stilrichtung der klassischen und ländlichen (Dworek-) Traditionslinien. Zwischen 1926 und 1939 arbeitete er eng mit Bohdan Lachert zusammen. Er kooperierte auch  mit Stanisław Brukalski, Lech Niemojewski und W. Winkler. Mit Lachert, Brukalski und Bohdan Pniewski gestaltete er den prämierten polnischen Pavillon bei der Weltausstellung in Paris im Jahr 1937. Neben einigen Appartementhäusern und Villen in Warschau (u. a. in Saska Kępa) war er der Hauptarchitekt beim Bau des während des Warschauer Aufstandes zerstörten Zentralen Postbahnhofs in Warschau (1933–1939).
Zu Beginn des Zweiten Weltkriegs eingezogen, fiel der unverheiratete Szanajcy bereits am 24. September 1939 auf einer Nachtpatrouille im eigenen Fahrzeug in der Gegend um Płazów bei Tomaszów Lubelski.